# Eruzione primaverile giovanile
L'eruzione primaverile giovanile è una forma di fotodermatite.

## Epidemiologia
È una fotodermatite comune che si verifica in bambini, adolescenti e giovani adulti in seguito ad una prolungata e intensa esposizione solare. Sono particolarmente colpiti i maschi caucasici, probabilmente per una maggiore esposizione solare dei padiglioni auricolari dovuta ai capelli corti rispetto alle femmine e per un fototipo più chiaro. L'eruzione tende a verificarsi nei mesi primaverili. Non è nota una componente genetica.

## Patogenesi
Si ritiene sia una reazione da ipersensibilità di tipo ritardato determinata da uno o più fotoallergeni non identificati, similmente alla dermatite polimorfa solare e alla prurigo attinica. Alcuni studiosi ritengono che sia una variante della prima.

## Istologia
Si osserva un infiltrato infiammatorio perivascolare nel derma costituito da cellule mononucleate. In fase tardiva si possono riscontrare edema, acantosi e ulcere epidermiche.

## Clinica
L'eruzione primaverile giovanile si presenta con un eritema prurignoso localizzato bilateralmente alla superficie esterna dei padiglioni auricolari che insorge alcune ore dopo una ripetuta, prolungata e intensa esposizione solare nei mesi primaverili. Nel corso delle 24-48 ore successive a partire dall'eritema si sviluppano papule eritematose o vescicole. La risoluzione è spontanea e si verifica in 1-2 settimane. Non si osservano esiti cicatriziali.

## Diagnosi
La diagnosi si basa sull'anamnesi e sull'esame obiettivo.
I test di provocazione con luce monocromatica sono normali a differenza di quanto accade nella dermatite polimorfa solare e nella prurigo attinica.
Nei rari casi atipici è possibile ricorrere ad una biopsia cutanea per escludere altre fotodermatiti e patologie autoimmuni come il lupus eritematoso sistemico.

## Terapia
I pazienti dovrebbero evitare l'esposizione solare prolungata, in particolare durante le ore più calde della giornata. Capelli di una lunghezza sufficiente a coprire la parte superiore del padiglione auricolare riducono la possibilità di recidive. In caso di esposizione solare è consigliato l'utilizzo frequente ed esteso a tutte la superficie cutanea esposta di creme solari ad alto fattore di protezione (50 o più). È possibile intraprendere anche una terapia desensibilizzante esponendosi al sole in modo intermittente. L'eritema può essere trattato con corticosteroidi a bassa potenza.

## Prognosi
Il quadro cutaneo può ripresentarsi nel corso di alcuni anni ma tende a risolversi spontaneamente.